# Bale orientale
Bale orientale è una delle zone amministrative in cui è suddivisa la Regione di Oromia in Etiopia.

## Woreda
La zona è composta da 7 woreda:
1. Dawe Ketchen
2. Ginir
3. Ginir town
4. Gololcha Bale
5. Lege Hida
6. Rayitu
7. Seweyna